# 展旦召苏木
展旦召苏木是中华人民共和国内蒙古自治区鄂尔多斯市达拉特旗下辖的一个苏木。

## 行政区划
展旦召苏木下辖以下村级行政区划单位：
天义昌村、黄木独村、建设村、长胜村、道劳哈勒正村、柳林村、井泉村、海子湾村、福茂城村、展旦召嘎查、沙湾子嘎查、青达门村、赛乌素村、哈达图村、石活子村、查干沟村、枳机塔村、塔并召村和和合成梁村。